# Khalid
Khalid Donnel Robinson (Fort Stewart, 11 februari 1998), kortweg Khalid, is een Amerikaanse zanger en singer-songwriter. Zijn debuutsingle Location kwam in 2016 uit, en zijn debuutalbum American Teen in 2017. Khalid is ook bekend van samenwerkingen met o.a. Martin Garrix, Marshmello, Billie Eilish, Halsey, Shawn Mendes, Ed Sheeran, Future, Calvin Harris en Tate McRae.

## Biografie

### Jeugd
Khalid werd geboren op 11 februari 1998 in Fort Stewart. Hij woonde op verschillende locaties, zo woonde hij zes jaar lang in Heidelberg te Duitsland. Khalid studeerde zang en theater, maar tijdens zijn studententijd verhuisde hij naar El Paso in Texas.

### American Teen
Khalid begon zijn carrière door muziek te plaatsen op SoundCloud, tijdens zijn studententijd in El Paso. In juli 2016 kwam zijn debuutsingle "Location" uit. De single haalde de top 20 in de Amerikaanse Billboard Hot 100. Zijn tweede single "Young Dumb & Broke" werd een grote hit, ook buiten Noord-Amerika. In maart 2017 kwam zijn debuutalbum uit American Teen uit. Om het album te promoten ging hij begin 2017 op tournee met de Location Tour. De shows waren allemaal uitverkocht. Op 28 april dat jaar gaf de rapper Logic een single uit met Khalid en Alessia Cara. Het nummer "1-800-273-8255" bereikte de top 3 in de Verenigde Staten.
Khalid stond is zijn single "The Ways" ook te horen op de soundtrack van populaire film Black Panther. In 2017 werkte hij tevens samen met Normani voor "Love Lies" en met Lorde voor een remix van "Homemade Dynamite". Ook bracht hij samen met producer Marshmello de single "Silence" uit, die wereldhit werd. In België werd de single bekroond met tweemaal platina. In juli 2018 bracht hij "Eastside" uit met Halsey en Benny Blanco, de single werd ook een hit in Europa.

### Free Spirit
In september 2018 bracht de zanger de single "Better" uit, de single kwam eerst uit op een ep, daarna op zijn tweede studioalbum Free Spirit. Dit album verscheen in april 2019 nadat de single "Talk" uitkwam. In de zomer en herfst van 2019 gaat de zanger op tournee door Europa, Noord-Amerika en vervolgens Oceanië.

## Discografie

### Albums
| Album met eventuele hitnotering(en) in de Nederlandse Album Top 100 | Datum van verschijnen | Datum van binnenkomst | Hoogste positie | Aantal weken | Opmerkingen |
| ------------------------------------------------------------------- | --------------------- | --------------------- | --------------- | ------------ | ----------- |
| American Teen                                                       | 2017                  | 11-03-2017            | 26              | 72           |             |
| Free Spirit                                                         | 2019                  | 12-04-2019            | 3               | 1*           |             |

| Album met hitnotering(en) in de Vlaamse Ultratop 200 albums | Datum van verschijnen | Datum van binnenkomst | Hoogste positie | Aantal weken | Opmerkingen |
| ----------------------------------------------------------- | --------------------- | --------------------- | --------------- | ------------ | ----------- |
| American Teen                                               | 2017                  | 11-03-2017            | 72              | 121          |             |
| Free Spirit                                                 | 2019                  | 12-04-2019            | 27              | 25           |             |

### Singles
| Single met eventuele hitnotering(en) in de Nederlandse Top 40 | Datum van verschijnen | Datum van binnenkomst | Hoogste positie | Aantal weken | Opmerkingen                                               |
| ------------------------------------------------------------- | --------------------- | --------------------- | --------------- | ------------ | --------------------------------------------------------- |
| Location                                                      | 2017                  | 2017                  | tip5            | -            | Nr. 78 in de Single Top 100                               |
| Rollin'                                                       | 2017                  | 2017                  | -               | -            | met Future en Calvin Harris / Nr. 58 in de Single Top 100 |
| Young Dumb & Broke                                            | 2017                  | 2017                  | Tip4            | -            | Nr. 68 in de Single Top 100                               |
| Silence                                                       | 2017                  | 09-09-2017            | 15              | 17           | met Marshmello / Nr. 11 in de Single Top 100              |
| 1-800-273-8255                                                | 2017                  | 09-09-2017            | 23              | 11           | met Logic en Alessia Cara / Nr. 23 in de Single Top 100   |
| Love Lies                                                     | 2018                  | 2018                  | 24              | 5            | Nr. 17 in de Single Top 100                               |
| Youth                                                         | 2018                  | 12-05-2018            | tip3            | -            | met Shawn Mendes / Nr. 13 in de Single Top 100            |
| Ocean                                                         | 2018                  | 30-06-2018            | 6               | 15           | met Martin Garrix / Nr. 16 in de Single Top 100           |
| Eastside                                                      | 2018                  | 11-08-2018            | 20              | 9            | met Halsey en Benny Blanco / Nr. 21 in de Single Top 100  |
| Better                                                        | 2018                  | 2018                  | -               | -            | Nr. 30 in de Single Top 100                               |
| Suncity                                                       | 2019                  | 2019                  | —               | —            | Nr. 75 in de Single Top 100                               |
| Talk                                                          | 2019                  | 2019                  | 17              | 7            | Nr. 12 in de Single Top 100                               |
| Outta My Head                                                 | 2019                  | 2019                  | —               | —            | met John Mayer / Nr. 69 in de Single Top 100              |
| Beautiful People                                              | 2019                  | 06-07-2019            | 3               | 23           | met Ed Sheeran                                            |
| Hurts 2B human                                                | 2019                  | 31-08-2019            | 28              | 7            | met P!nk / Alarmschijf                                    |
| Know Your Worth                                               | 2020                  | 15-02-2020            | 19              | 9            | met Disclosure                                            |
| As I Am                                                       | 2021                  | 03-04-2021            | tip6            | 3            | met Justin Bieber                                         |
| Working                                                       | 2021                  | 19-06-2021            | tip20           | 4            | met Tate McRae                                            |
| Numb                                                          | 2022                  | 11-06-2022            | 27              | 6            | met Marshmello / Alarmschijf                              |
| The Hard Way                                                  | 2023                  | 25-03-2023            | 33              | 12           | met Pnau                                                  |

| Single met hitnotering(en) in de Vlaamse Ultratop 50 | Datum van verschijnen | Datum van binnenkomst | Hoogste positie | Aantal weken | Opmerkingen                             |
| ---------------------------------------------------- | --------------------- | --------------------- | --------------- | ------------ | --------------------------------------- |
| Location                                             | 2017                  | 2017                  | tip12           | —            | Nr. 20 in de Urban Top 50               |
| Young Dumb & Broke                                   | 2017                  | 2017                  | tip2            | -            |                                         |
| Silence                                              | 2017                  | 09-09-2017            | 5               | 33           | met Marshmello / 2x Platina             |
| 1-800-273-8255                                       | 2017                  | 28-10-2017            | 36              | 10           | met Logic en Alessia Cara               |
| Love Lies                                            | 2018                  | 24-02-2018            | tip2            | —            | met Normani / Nr. 10 in de Urban Top 50 |
| Youth                                                | 2018                  | 12-05-2018            | tip4            | -            | met Shawn Mendes                        |
| Ocean                                                | 2018                  | 30-06-2018            | 42              | 5            | met Martin Garrix                       |
| Eastside                                             | 2018                  | 11-08-2018            | 28              | 18           | met Halsey en Benny Blanco              |
| Better                                               | 2018                  | 22-09-2018            | tip3            | -            | Nr. 11 in de Urban Top 50               |
| Talk                                                 | 2019                  | 16-02-2019            | 35              | 11           | Nr. 6 in de Urban Top 50                |
| Beautiful People                                     | 2019                  | 06-07-2019            | 13              | 29           | met Ed Sheeran / Platina                |
| Up All Night                                         | 2019                  | 23-11-2019            | tip18           | -            | Nr. 22 in de Urban Top 50               |
| Know Your Worth                                      | 2020                  | 15-02-2020            | tip6            | -            | met Disclosure                          |
| Numb                                                 | 2022                  | 13-08-2022            | 18              | 28           | met Marshmello                          |
| The Hard Way                                         | 2023                  | 01-04-2023            | 9               | 13           | met Pnau                                |

### NPO Radio 2 Top 2000
Van Khalid stond alleen Beautiful People (met Ed Sheeran) in 2020 in de NPO Radio 2 Top 2000, op plek 1810.

## Tournees
Als headline
- The Location Tour (2017)
- American Teen Tour (2017-2018)
- Roxy Tour (2018)
- Free Spirit World Tour (2019)

Als support
- Lorde, Melodrama World Tour (2017)

- Gemeinsame Normdatei: 1128325152
- International Standard Name Identifier: 0000 0004 6017 3982
- Library of Congress Control Number: no2017038350
- MusicBrainz: 28737730-ec70-4da5-89c5-77ac13c5c34d
- Nationale Bibliotheek van Tsjechië: pag20201084546
- Virtual International Authority File: 588149066432865600952
- WorldCat: E39PBJqKc8ycVQhf8MXGJk6tKd